# Andrea Frova
Andrea Frova (Venezia, 11 dicembre 1936) è un fisico, divulgatore scientifico e scrittore italiano.

## Biografia
Ha frequentato il Liceo Scientifico Vittorio Veneto di Milano e si è laureato in Fisica presso l'Università degli Studi di Pavia nel 1959, come alunno del Collegio Borromeo. È stato professore ordinario di Fisica Generale e docente di Acustica Musicale presso la Sapienza - Università di Roma dal 1967.
È stato per anni ricercatore degli AT&T Bell Laboratory a Murray Hill nel New Jersey e visiting professor nelle università dell'Illinois, di Stoccarda, della California, oltre che presso il Politecnico Federale di Losanna.
Autore di numerosi articoli scientifici nel campo della fisica della materia condensata, della spettroscopia, dei semiconduttori in particolare, pubblicati dalle più importanti riviste italiane e straniere, è anche autore di libri di divulgazione scientifica e di narrativa. Ha scritto due testi universitari, Semiconduttori (Veschi-Masson 1977) e Fisica nella Musica (Zanichelli 1999) ed è stato curatore (editor) di 5 libri monografici di Fisica in inglese.
Ha pubblicato articoli di carattere non tecnico su quotidiani e riviste (La Repubblica, Corriere della Sera, La Stampa, Sapere, Le Scienze, Newton, ecc).
Alcuni dei suoi libri sono stati tradotti in inglese, giapponese, spagnolo, portoghese, russo,
olandese
coreano
È risultato vincitore del Premio letterario Galileo per la divulgazione scientifica del 2008 con l'opera Se l'uomo avesse le ali.
Vincitore del premio letterario Città di Como con l'opera Newton and Co. Geni Bastardi, coautrice Mariapiera Marenzana (Carocci Editore 2015)

## Opere
- Andrea Frova, Paolo Perfetti, Semiconduttori: proprietà e applicazioni elettroniche, Roma, Libreria Eredi V. Veschi, 1977,  p. 439.
- Andrea Frova, 100 risposte a 100 perché della scienza e della natura, collana: Superbur. Saggi, Milano, BUR, 1998,  p. 94.
- Andrea Frova, Mariapiera Marenzana, Parola di Galileo: attualità del grande scienziato in una scelta commentata dei suoi scritti, collana: Superbur. Saggi, 243, Milano, Biblioteca universale Rizzoli, 1998,  p. 522, ISBN 88-17-11798-6.
- Andrea Frova, Fisica nella musica, collana: Linea universitaria, Bologna, Zanichelli, 1999,  p. 563, ISBN 88-08-09012-4.
- Andrea Frova, La fisica sotto il naso: 44 pezzi facili, collana: Superbur. Saggi, SG 303, Milano, BUR, 2001,  p. 379, ISBN 88-17-12720-5.
- Andrea Frova, Luce colore visione: perché si vede ciò che si vede, collana: BUR. Scienza, Milano, BUR, 2004,  p. 262, ISBN 88-17-86496-X.
- Andrea Frova, Ragione per cui, presentazione di Piero Angela; collana: Superbur. Saggi, Milano, BUR, 2004,  p. 327, ISBN 88-17-00340-9.
- Andrea Frova, Perché accade ciò che accade, presentazione di Piero Angela; collana: BUR. Scienza, Milano, BUR, 2005,  p. 330, ISBN 88-17-10797-2.
- Andrea Frova, Mariapiera Marenzana, Thus Spoke Galileo, translation supervisor James "Jim" McManus; collana:, Oxford, New York, Oxford University press, 2006,  pp. 493, ISBN 0-19-856625-5.
- Andrea Frova, Bravo, Sebastian. Dieci episodi nella vita di Bach, collana: Tascabili Bompiani, 1020, Milano, Bompiani, 2007,  p. 324, ISBN 978-88-452-5882-4.
- Andrea Frova, Il test di coscienza, collana: Gli Speciali, Roma, Il Filo, 2007,  p. 167, ISBN 978-88-7842-706-8.
- Andrea Frova, Mariapiera Marenzana, Il Milioncino, collana: Cucina ed economia domestica, Milano, Mursia, 2007,  p. 208, ISBN 88-425-3403-X.
- Andrea Frova, Se l'uomo avesse le ali, collana: Superbur. Saggi, Milano, BUR, 2007,  p. 341, ISBN 978-88-17-01805-0. Vincitore Premio Galileo, Padova 2008
- Andrea Frova, Armonia celeste e dodecafonia: musica e scienza attraverso i secoli, presentazione di Roman Vlad e Giorgio Parisi, Milano, BUR Scienza, 2008,  p. 360, ISBN 88 - 17 - 00763 - 3.
- Andrea Frova, Il Cosmo e il Buondio. Dialogo su astronomia, evoluzione e mito, collana: BUR. Saggi, Milano, BUR, 2009,  p. 384, ISBN 978-88-17-02743-4.
- Andrea Frova, La scienza di tutti i giorni, collana: BUR. Saggi, Milano, BUR, 2010,  p. 396, ISBN 978-88-17-04442-4.
- Andrea Frova, La passione di conoscere. Storia intima della scienza che ha cambiato il mondo, collana: BUR. Saggi, Milano, BUR, 2012,  p. 352, ISBN 978-88-17-05752-3.
- Lo scienziato di cartapesta, Milano, Edizioni Dedalo, 2013,  p. 304, ISBN 978-88-220-1509-9.
- Andrea Frova, Mariapiera Marenzana, Newton & Co. geni bastardi. Rivalità e dispute agli albori della fisica, Roma, Carocci Editore, 2015,  p. 304, ISBN 978-88-430-7653-6. Premio Città di Como 2016
- Andrea Frova, Luce. Una storia da Pitagora a oggi, Roma, Carocci Editore, 2017,  p. 306, ISBN 978-88-430-8801-0.
- Andrea Frova, Mariapiera Marenzana, Autunno Veneziano, fantasia su temi di Vivaldi, Efesto Editore, 2019, p. 312, ISBN 978-88-3381-082-9
- Andrea Frova, Il signore della luce - Gli incredibili esperimenti del professor Michelson, Carocci Editore, 2020, p.141, ISBN 978 - 88 - 290 - 0116 - 3
- Andrea Frova, Storie tra l'essere e il non-essere, BookSprint Editore,
- Andrea Frova, Mariapiera Marenzana, Vita breve di un Genio - Pergolesi e il suo tempo, Theta Editore 2021, p. 153, ISBN 978 - 88 - 945099 - 8 - 4

Traduzioni
- Simon Sze, Physics of Semiconductor Devices, New York, Wiley, 1969, ISBN 0-471-84290-7; 2nd ed., 1981, ISBN 0-471-05661-8; 3rd ed., with Kwok K. Ng, 2006, ISBN 0-471-14323-5. collana di fisica pura e applicata; Fisica dei dispositivi a semiconduttore, Milano, Tamburini, 1973, pagg. 789.